# Bauernwehr
Die Bauernwehr oder Hauswehr ist eine typische Waffe des einfachen Volks im Mittelalter und der Frühen Neuzeit, die besonders im 15. und 16. Jahrhundert weit verbreitet war.
Die Bauernwehr ist auch als Hiebmesser oder Langes Messer bekannt, wobei diese Begriffe teilweise mehrfach in der Literatur mit leicht abweichenden Inhalten beschrieben werden.

## Bauernwehr
In zeitgenössischen Quellen oft schlicht als Messer bezeichnet, galt es als Waffe des Volks und wurde teilweise ikonographisch zu Darstellungen von Ständen und Berufen wie Bauern und Fuhrleuten verwendet, wohingegen Waffen wie Dolche und Schwerter als Standeszeichen von Adligen und Patriziern galten. Gleichwohl gab es sehr kostbar ausgestattete Exemplare, die sich auch im Besitz Hochadliger finden.
Die Grenze zum Werkzeug ist bei der Bauernwehr allerdings fließend.
Charakteristisch sind eine einschneidige, gerade oder säbelförmige Klinge und ein breites Heft, auf das Griffschalen aus Holz oder Horn genietet wurden.
Als Handschutz diente häufig ein einfacher Bügel zwischen Angel und Klinge, der zeitgenössisch als Nagel bezeichnet wurde.
Bauernwehren waren besonders im Bauernkrieg von 1525 beliebt und konnten Längen von bis zu 80 cm erreichen. Mit diesen Waffen verwandt sind auch die so genannten „Langen Messer“, die in der Fechtkunst der Renaissance eine wichtige Rolle spielen.

## Langes Messer
Das Langmesser oder Lange Messer war eine Waffe im auslaufenden Spätmittelalter und der beginnenden Renaissance. Durch das Vorrecht des Adels, zweischneidige Schwerter zu tragen, wuchs in den zunehmend autarken Städten die Nachfrage nach einer „zivilen“ Verteidigungswaffe. Das Lange Messer war eine Langversion der mittelalterlichen Bauernwehr. Es war etwa einen Meter lang, wog ein Kilogramm oder mehr und besaß am Ende seiner geschwungenen Klinge eine Rückenschneide. Das lange Messer fand in fast allen historischen Fechtbüchern eine Erwähnung und wurde dort als effektive und beliebte Waffe des Nicht-Adels ausgewiesen. Die Formen des langen Messers waren sehr unterschiedlich. Oftmals besaß es neben der Parierstange einen Wehrnagel als zusätzliches Parierelement. Mit dem Wehrnagel konnten auch bestimmte Fechttechniken ausgeführt werden.
Die Waffe ist nicht mit dem Großen Messer zu verwechseln, welches eine säbelförmige Klinge aufweist.
Diese Blankwaffe ist nicht zu verwechseln mit dem Langmesser in der nordamerikanischen Geschichte.

## Hiebmesser
Das Hiebmesser (auch Großes Messer oder Langes Messer) war eine zunächst bürgerliche, einschneidige Hiebwaffe im 15. und 16. Jahrhundert.
Ähnlich der Haus- oder Bauernwehr fand aufgrund der Tatsache, dass es einem jeden freien Mann erlaubt war, ein Messer zu tragen (im Gegensatz zum Schwert), auch hier eine Entwicklung zu immer längeren Exemplaren statt. Mit zunehmender Beliebtheit bedienten sich auch Adlige dieser Waffe.
Das Hieb- oder auch Haumesser unterscheidet sich vom Malchus durch die Form des Hefts. Das Heft des Malchus ist dem eines Schwerts nachempfunden, während das Hiebmesser einfache hölzerne Vollgriffe – seltener aufgenietete Griffschalen – besitzt. Diese sind häufig gedrechselt und am Griffende mit einer kleinen Unterlegscheibe mit der Spitzangel vernietet.

Typische Bauernwehr (Bodenfund)
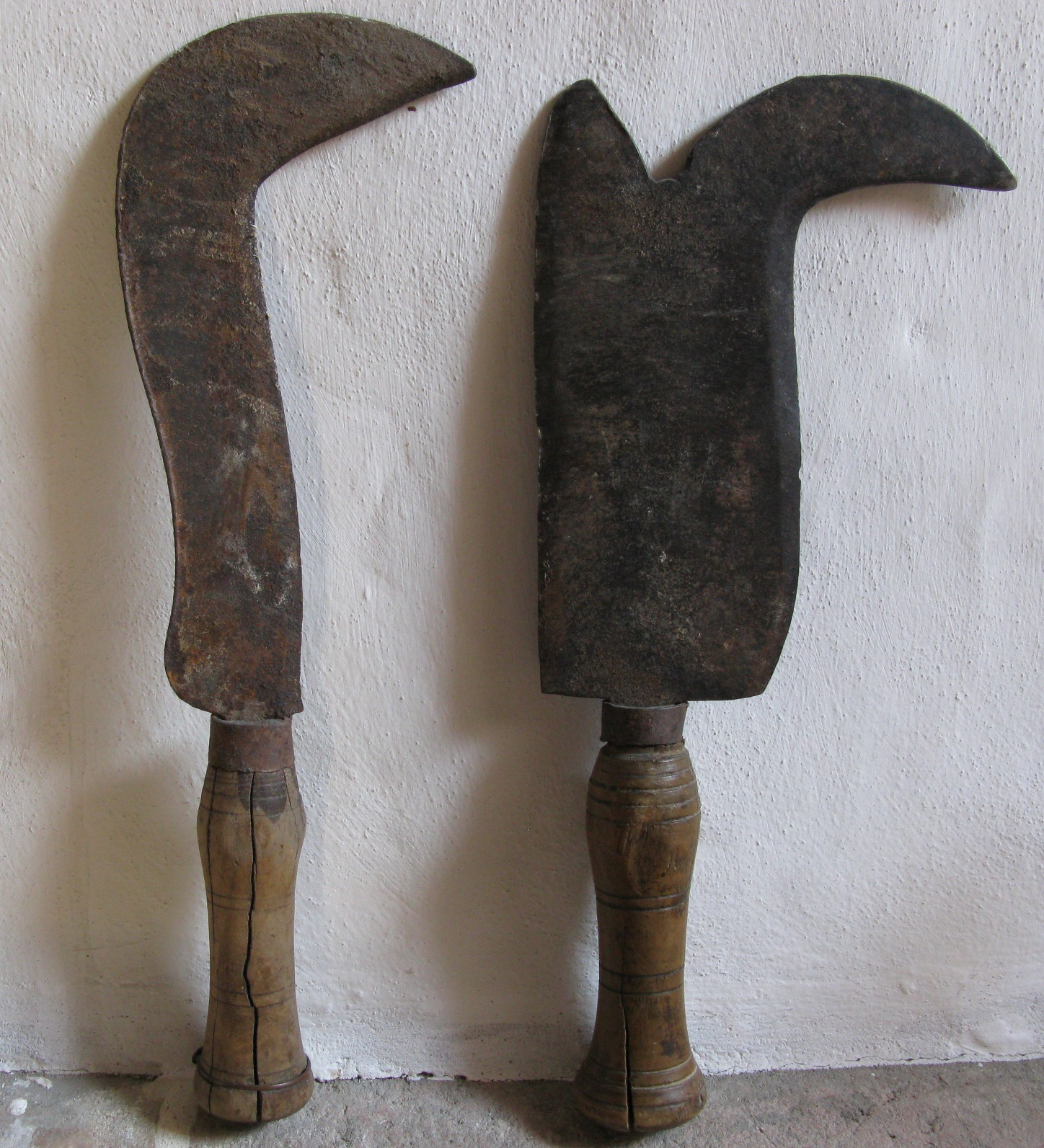
Typische bäuerliche Hiebmesser